# 1890年體育
请参看：
- 1890年
- 1890年文学
- 1890年台灣

## 大事記
- 蘇格蘭 St Leonards School，第一場女子袋棍球比賽

## 足球
- 4月30日－蘇格蘭足球聯賽成立，創會時共有十位成員，包括阿伯康（Abercorn F.C.）、肯布斯蘭（Cambuslang F.C.）、些路迪、Cowlairs F.C.、鄧巴頓（Dumbarton F.C.）、赫斯、格拉斯哥流浪、蘭頓（Renton F.C.）、聖美倫、第三蘭勒克（Third Lanark A.C.）及利雲谷（Vale of Leven F.C.）。
- 首屆愛爾蘭足球聯賽舉行，是僅次於英格蘭足球聯賽世上第二古老的全國性足球聯賽，比排行第三的蘇格蘭足球聯賽早一星期成立。
- 法國體育協會聯盟（Union des Sociétés Françaises de Sports Athlétiques）成立，是法國最早的管理足球運動的官方機構，即是法國足球總會前身。
- 新特蘭首次加入英格蘭足球聯賽，並且之後保持長達68年連續在頂級組別參賽的全國紀錄（阿仙奴後來自1919年至今打破並保持紀錄）。
- 米杜士堡因球會職業化與部份會員脫離球會成立一支名為米杜士堡艾仁路波里斯（Middlesbrough Ironopolis）的職業球隊，但米杜士堡艾仁路波里斯只是成立4年就解散，米杜士堡直至1899年才加入英格蘭足球聯賽。
- 首屆丹麥足球錦標賽冠軍由AB哥本哈根奪得。
- 1890年成立的足球會：
  - 塞尔维特（ 瑞士）
  - 格林森林流浪（ 英格兰）

### 各地聯賽及盃賽冠軍

#### 球會
| 國家   | 聯賽                          | 聯賽冠軍                 | 次數                     | 上次奪標                 |              | 盃賽                 | 盃賽冠軍                                 | 次數   | 上次奪標 |
| 丹麦   | 丹麥足球錦標賽                | AB哥本哈根               | 1次                      | 首次                     |              |                      |                                          |        |          |
| 英格兰 | 英格蘭足球聯賽 英格蘭足球同盟 | 普雷斯顿 周三隊          | 2次 1次                  | 首次 1889年              | 英格蘭足總盃 | 布力般流浪           | 4次                                      | 1886年 |          |
| 愛爾蘭 |                               |                          |                          |                          | 愛爾蘭盃     | Gordon Highlanders   | 1次                                      | 首次   |          |
| 荷蘭   | 荷蘭足球錦標賽                | Koninklijke HFC          | 1次                      | 首次                     |              |                      |                                          |        |          |
| 苏格兰 |                               |                          |                          |                          | 蘇格蘭足總盃 | 格拉斯哥昆士柏       | 9次                                      | 1887年 |          |
|        | 國內聯賽於1992年才成立。      | 國內聯賽於1992年才成立。 | 國內聯賽於1992年才成立。 | 國內聯賽於1992年才成立。 | 威爾士杯     | Chirk AAA            | 3次                                      | 1888年 |          |
| 印度   | 國內聯賽於1996年才成立。      | 國內聯賽於1996年才成立。 | 國內聯賽於1996年才成立。 | 國內聯賽於1996年才成立。 |              | 杜蘭德盃             | 高地輕步兵團 （Highland Light Infantry） | 2次    | 1889年   |
| 美国   | 國內聯賽於1968年才成立。      | 國內聯賽於1968年才成立。 | 國內聯賽於1968年才成立。 | 國內聯賽於1968年才成立。 |              | 美洲盃足球賽（美國） | Fall River Olympics                      | 1次    | 首次     |

#### 國家隊
| 賽事               | 冠軍           | 次數    | 上次奪標 |
| ------------------ | -------------- | ------- | -------- |
| 英國本土四角錦標賽 | 英格兰 /苏格兰 | 3次/6次 | 1889年   |

## 網球
- 温布尔登网球锦标赛
  - 男子單打 － Willoughby Hamilton 擊敗 威廉·伦肖，6–8 6–2 3–6 6–1 6–1
  - 女子單打 － Lena Rice 擊敗 May Jacks，6–4 6–1
- 美国网球公开赛
  - 男子單打 － 奥利弗·坎贝尔 擊敗 Henry Slocum，6–2 4–6 6–3 6–1
  - 女子單打 － Ellen Roosevelt 擊敗 defeats Bertha Townsend ，6–2 6–2